# Zdravko Krivokapić
Zdravko Krivokapić, črnogorski politik in strojnik, * 2. september 1957, Nikšić.
Je črnogorski profesor strojništva, pisatelj in politik, ki je bil od decembra 2020 do aprila 2022 predsednik vlade Črne gore.
Krivokapić se je rodil v Nikšiću v času Jugoslavije. Leta 1981 je diplomiral na Fakulteti za strojništvo, kasneje pa je začel delati kot profesor na več univerzah. V politiko je vstopil med protesti v letih 2019 in 2020 ter kmalu zatem, ko je skupaj z drugimi profesorji in intelektualci ustanovil politično organizacijo "Ne bomo obupali nad Črno goro", ki je nasprotovala kontroverznemu zakonu o veri, ki je bil usmerjen na pravni status in lastnino Srbske pravoslavne cerkve.
Avgusta 2020 je bil izbran na listo stranke Za prihodnost Črne gore, ki se je uvrstila na drugo mesto na parlamentarnih volitvah 2020. Skupaj z Alekso Becićem in Dritanom Abazovićem se je uskladil, da se tvori tehnokratsko vlado. V decembru 2020 je prisegla njegova vlada. Krivokapić, ki je na volitvah vodil desno populistično listo, se je pozneje povezal s sredinsko stranko Demokratična Črna gora, sam pa je bil ideološko opisan kot krščanski demokrat.
4. februarja 2022 je bila Krivokapićevi vladi izglasovana nezaupnica, aprila pa ga je nasledil Dritan Abazović.